# Pseudostenophylax arwiel
Pseudostenophylax arwiel is een schietmot uit de familie Limnephilidae. De soort komt voor in het Oriëntaals gebied.